# جون بريت
جون بريت (بالإنجليزية: John Brett)‏ (و. 1831 – 1902 م) هو رسام، وعالم فلك من المملكة المتحدة. كان عضوًا في الأكاديمية الملكية للفنون.
توفي في لندن، عن عمر يناهز 71 عاماً.

## أعمال بارزة
من أهم أعماله:
- Glacier of Rosenlaui.